# Hyderabad (Indien)
 For alternative betydninger, se Hyderabad. (Se også artikler, som begynder med Hyderabad)
Hyderabad er en by i delstaten Telangana i Indien. Byen er fælles hovedstad for delstaterne Telangana og Andhra Pradesh.
Hyderabad havde 6.809.970 indbyggere i 2011 og er centrum for det sjette største urbane område i Indien. 40 % af indbyggerne er muslimer. Regner man forstæderne med har byen 7.749.334 indbyggere. Hyderabad ligger centralt på Deccans højslette, ved floden Musi. 
Byen har mange moskeer og paladser, en zoologisk have og flere museer. Byens industri omfatter produktion af tekstiler, tobak, glas, papir og sukker. 

## Historie
Hyderabad er en gammel by. Den blev grundlagt i år 1589 som hovedstad i kongedømmet Golconda. Da riget begyndte at splittes op i mindre områder, opstod der krig i byen. Byen blev angrebet flere gange, før den kom under britisk beskyttelse, og byen blev en fyrstestat. I 1947 nægtede Hyderabad at slutte sig til Indien, men i september 1948 blev byen besat af indiske tropper. Byen blev omorganiseret fra fyrstestat til bystatus i 1956.

## Kultur
I Hyderabad ligger kunstmuseet Salar Jung Museum, der åbnede i 1951 i en del af Diwan Deodi-paladset, men fra 1968 flyttede til en ny museumsbygning.